# 佐武流山
佐武流山（さぶりゅうやま、さぶるやま）は、長野県下水内郡栄村と新潟県南魚沼郡湯沢町との境にある標高2,191.5メートルの山。

## 概要
上信越高原国立公園の中にあり、日本二百名山に選定されている。苗場山と白砂山を結ぶ稜線上にあり、そのどちらよりも高い（栄村と湯沢町両方の最高地点）。志賀高原の岩菅山と尾瀬の至仏山との間にある山としては最も高い山である。都市部から離れて奥まった場所（秘境と言われる秋山郷の更に最深部）にあることや、緩やかな頂稜をもつ目立たない山容の山であること、また登山口までのアプローチの長さや登山に要する行動時間の長さなどから、登山者は比較的少ない。登山道の整備が充分でなかった頃は、5月のゴールデンウィーク等の残雪期に北の苗場山か、南の白砂山から縦走するしかなく、同じく登山道がなかったために同じ様な時期に毛勝谷を登るしかなかった毛勝山、今も登山道のない笈ヶ岳等と並んで日本二百名山でも極めて難しい山だった。
山名の由来は長野県側に流れている中津川支流の佐武流沢（佐武流川）からきた呼び名で、サブはサビの転訛であり錆=鉄分を帯びた析出物の流れる様から転じたものとする説や、往古は寒竜山と書き、リュウとは山肌に開いた岩窟を竜の口あるいは竜の住処に見立て、冷風の吹く風穴が山中にあったことを示したとする説もある。藤島玄は『越後の山旅』（1979年）で人名に由来するとする説を唱えている。新潟県側の呼称としては、1889年（明治22年）の『南魚沼郡図』では清津川源流部の西ノ沢の源頭に当たるため沢筋の名称から西沢岳と記入されている。明治期以降に現在の呼び名に統一された。

## 登山ルート
切明温泉から林道を経て、一旦檜俣川に下降し、悪沢との中間の尾根を登って往復するのが一般的である。南の白砂山から北の苗場山に抜ける縦走路が山頂を通っているが、整備の状態は必ずしも良くなく、経験者向きのルートとなっている。山頂には二等三角点がある。
切明温泉より
ドロノキ平登山口（1,070m） - 林道（大岩歩道） - 檜俣川降下地点 - 渡渉点 - 物思平 - 水無尾根 - ワルサ峰（1,870m） - 西赤沢源頭（縦走路合流点） - 坊主平 - 山頂
苗場山より
苗場山 - 龍ノ峰 - 赤倉山（赤湯温泉分岐） - ナラズ山 - 土舞台 - 西赤沢源頭 - 佐武流山
白砂山より（無雪期はヤブで通行困難）
白砂山 - 沖ノ西沢ノ頭 - 赤土居山（赤樋山） - 佐武流山

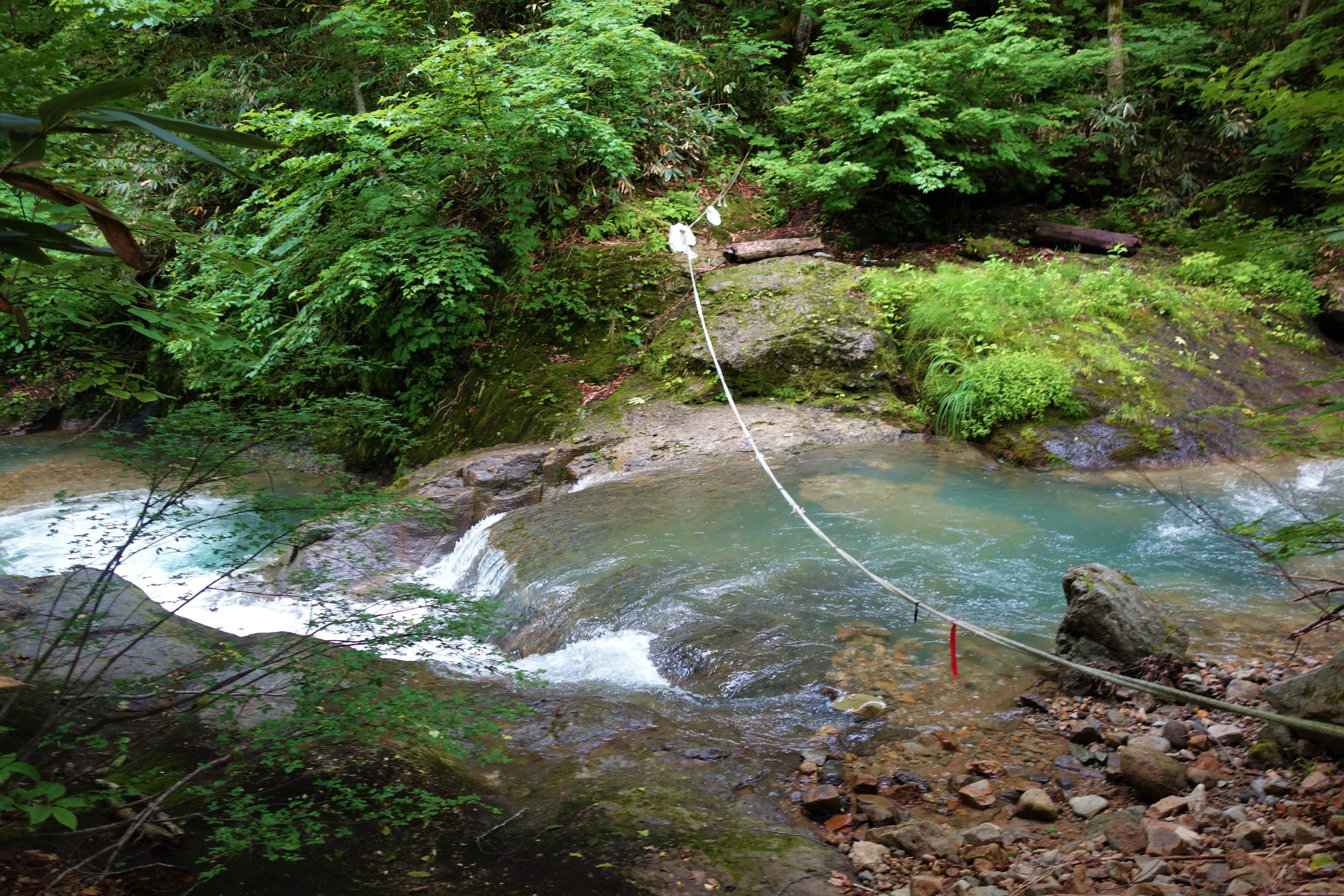
檜俣川渡渉地点
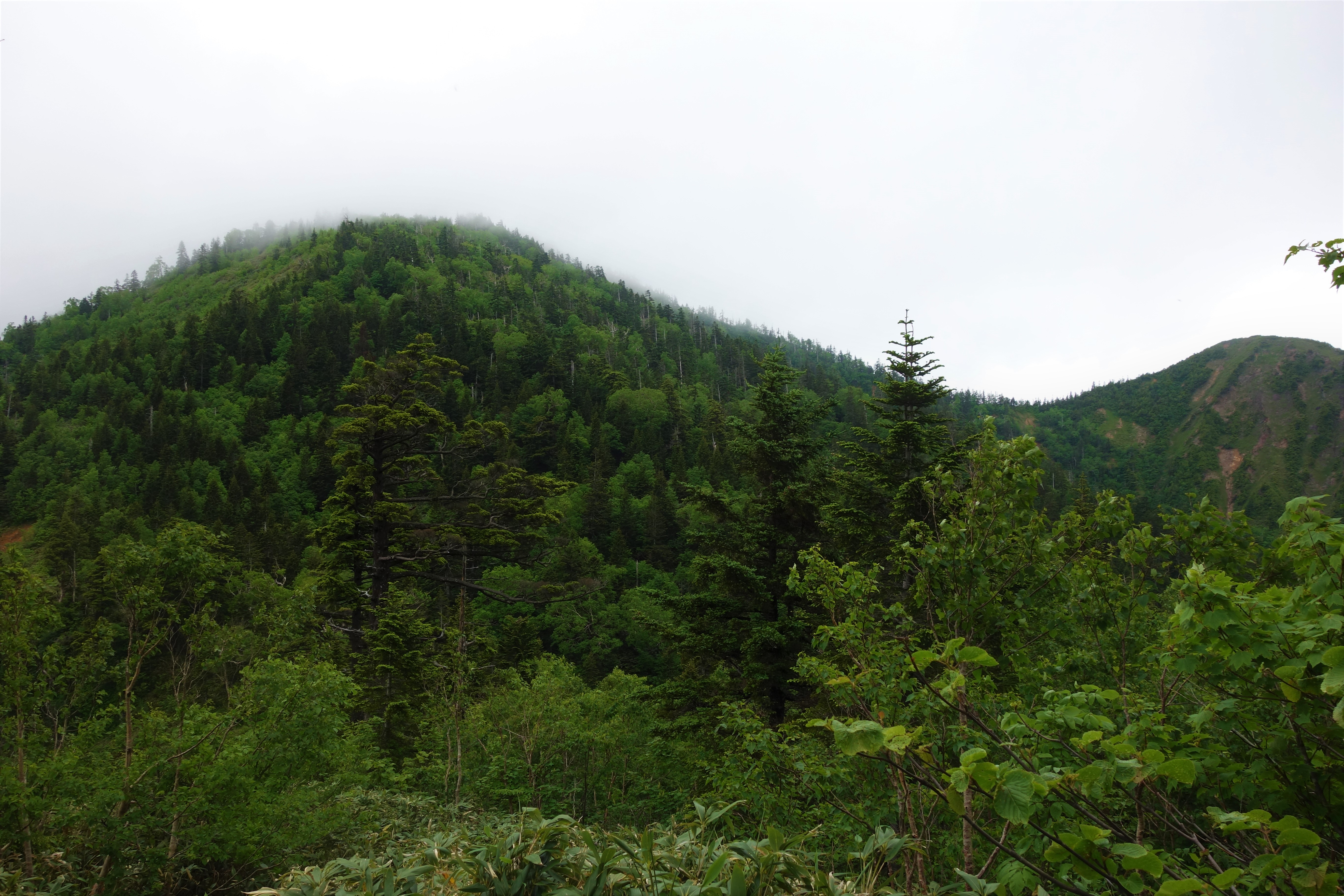
ワルサ峰付近から見た佐武流山
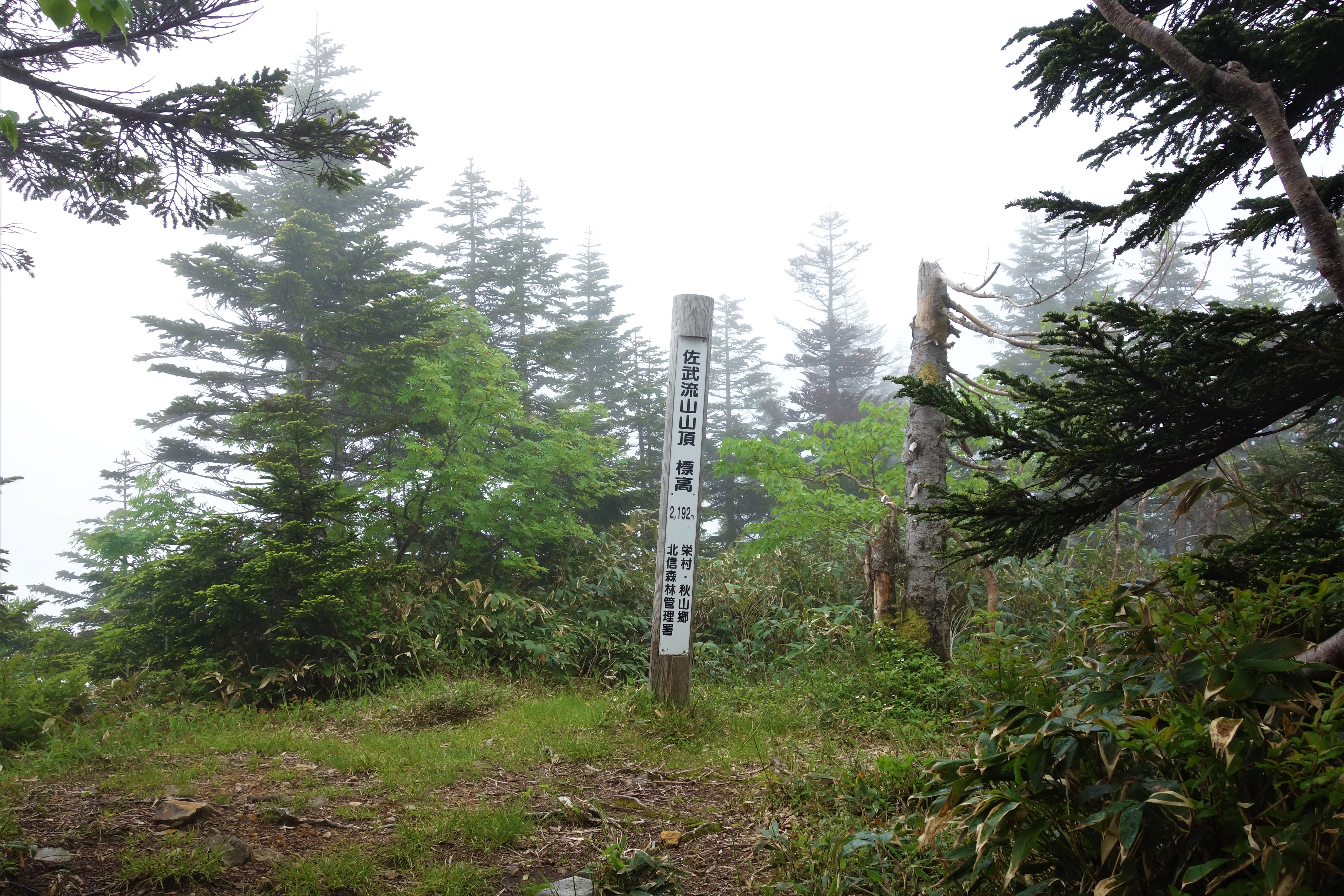
佐武流山山頂